# Stephanie Hsu
Stephanie Ann Hsu (Torrance, 25 novembre 1990) è un'attrice statunitense.
È nota per la sua interpretazione in Everything Everywhere All at Once (2022), per il quale si è aggiudicata lo Screen Actors Guild Award per il miglior cast cinematografico, ricevendo una candidatura all'Oscar alla miglior attrice non protagonista e due ai Critics' Choice Awards.

## Biografia
Nata a Torrance, in California, sua nonna materna aveva lasciato la Cina continentale per Taiwan e aveva mandato la madre di Hsu negli Stati Uniti da adolescente per motivi educativi. Ha frequentato la Palos Verdes Peninsula High School. Si è trasferita a Brooklyn per dedicarsi al teatro e si è diplomata alla NYU Tisch School of the Arts nel 2012.
Ha iniziato la sua carriera con il teatro, interessandosi particolarmente alla commedia. Dal 2013 al 2015 è apparsa regolarmente nella serie comica di MTV Girl Code. Nel 2016 ottiene il suo primo ruolo televisivo ricorrente nella serie televisiva The Path. Nel 2019 si unisce al cast, a partire dalla terza stagione, della serie commedia La fantastica signora Maisel. Con questo ruolo si aggiudica uno Screen Actors Guild Award per il miglior cast in una serie commedia. Nel 2020 recita nella pellicola indipendente Asking for It. Nel 2022 recita al fianco di Michelle Yeoh nella pellicola di fantascienza Everything Everywhere All at Once. La sua interpretazione le frutta una candidatura ai Critics' Choice Awards, ai Saturn Award, agli Screen Actors Guild Award e soprattutto all'Oscar alla miglior attrice non protagonista.

## Filmografia

### Attrice

#### Cinema
- The Four-Faced Liar, regia di Jacob Chase (2010)
- Come far perdere la testa al capo (Set It Up), regia di Claire Scanlon (2018)
- Asking for It, regia di Amanda Lundquist e Becky Scott (2020)
- Shang-Chi e la leggenda dei Dieci Anelli (Shang-Chi and the Legend of the Ten Rings), regia di Destin Daniel Cretton (2021)
- Everything Everywhere All at Once, regia di Daniel Kwan e Daniel Scheinert (2022)
- The Fall Guy, regia di David Leitch (2024)

#### Televisione
- Dandelion – serie TV, (2004)
- Jest Originals – serie TV, 1 episodio (2012)
- Connection Unavailable – serie TV, 1 episodio (2015)
- Unbreakable Kimmy Schmidt – serie TV, 1 episodio (2016)
- Opus for All – serie TV, 2 episodi (2016)
- Affordable NYC – serie TV, 1 episodio (2016)
- Nightcap – serie TV, 1 episodio (2016)
- The Path – serie TV, 19 episodi (2016-2018)
- Indoor Boys – serie TV, 1 episodio (2018)
- Guap, regia di Patrick Letterii e Chris Myers – film TV (2018)
- Legendary Place – serie TV, (2018)
- La fantastica signora Maisel – serie TV, 13 episodi (2019-2022)
- Karate Tortoise – serie TV, 3 episodi (2020)
- Awkwafina è Nora del Queens – serie TV, 2 episodi (2020-2021)

#### Cortometraggi
- Obelisk Road, regia di Liz Kerin (2009)
- Hipsters: Are Roaming the Campus, regia di Paul Briganti (2011)
- Moose, regia di David Sidorov (2012)
- Tiny Things, regia di Laura Savia (2014)
- Rogue Assistant, regia di Juliet Clare Warren (2014)
- Opus 10: Fed Up Coffee, regia di Noemi Thieves (2016)
- Undergrads, regia di Zoe Robyn (2017)
- September Boys Got It Bad, regia di Gabriel Wilson (2017)
- Bitch Please, regia di Kara Durrett (2018)
- Femme, regia di Alden Peters (2018)

### Doppiatrice
- The Myth of Robo Wonder Kid – serie TV, 1 episodio (2018)
- Kung Fu Panda: Il cavaliere del drago – serie TV, 3 episodi (2022)
- Il robot selvaggio (The Wild Robot), regia di Chris Sanders (2024)

## Riconoscimenti
- Premio Oscar
  - 2023 – Candidatura alla miglior attrice non protagonista per Everything Everywhere All at Once
- Critics' Choice Awards
  - 2023 – Candidatura per la miglior attrice non protagonista per Everything Everywhere All at Once[12]
- Independent Spirit Awards
  - 2023 – Miglior performance esordiente per Everything Everywhere All at Once[15][16][17]
- Saturn Award
  - 2022 – Candidatura per la miglior attrice non protagonista per Everything Everywhere All at Once[13]
- Screen Actors Guild Award
  - 2020 – Miglior cast in una serie commedia per La fantastica signora Maisel
  - 2023 – Candidatura per la migliore attrice non protagonista cinematografica per Everything Everywhere All at Once[14]
  - 2023 – Miglior cast cinematografico per Everything Everywhere All at Once

## Doppiatrici italiane
Nelle versioni in italiano delle opere in cui ha recitato, Stephanie Hsu è stata doppiata da:
- Eva Padoan in Unbreakable Kimmy Shmidt, Come far perdere la testa al capo, Legendary Place
- Nicole Pravadelli in The Path
- Eleonora Reti ne La fantastica signora Maisel
- Loretta Di Pisa in Shang-Chi e la leggenda dei Dieci Anelli
- Emanuela Ionica in Everything Everywhere All at Once
- Lavinia Paladino in The Fall Guy

Da doppiatrice è sostituita da: 
- Eva Padoan in Kung Fu Panda: Il cavaliere del drago, Il Secondo Miglior Ospedale della Galassia
- Martina Felli ne Il robot selvaggio